# Paraphellia hunti
Paraphellia hunti är en havsanemonart som beskrevs av Alfred Cort Haddon och Shackleton 1893. Paraphellia hunti ingår i släktet Paraphellia och familjen Hormathiidae. Inga underarter finns listade i Catalogue of Life.